# Gran Premi d'Austràlia
|  | Aquest article tracta sobre Fórmula 1. Si cerqueu informació sobre motociclisme, vegeu «Gran Premi d'Austràlia de motociclisme». |

Bandera d'Austràlia

El Gran Premi d'Austràlia és una carrera de Fórmula 1 que es disputa al Circuit d'Albert Park com a part de la temporada de Fórmula 1. El Gran Premi d'Austràlia es disputa des de 1950 però va entrar a formar part de la Fórmula 1 a partir de l'any 1985, quan es va disputar a un circuit pels carrers de la ciutat d'Adelaida. L'any 1996, la carrera es traslladà al circuit d'Albert Park a Melbourne. L'any 2001 va haver-hi una tragèdia quan degut a un accident entre els cotxes de Ralf Schumacher i Jacques Villeneuve es va escapar una roda i aquesta va caure damunt d'un oficial de pista voluntari. El 2002, el corredor australià Mark Webber va aconseguir fer un 5è lloc amb el seu Minardi, fet que el va convertir en un heroi local, ja que feia molts anys que no hi havia cap pilot australià en posicions capdavanteres. A l'últim G.P. disputat fins ara (2019) la victòria ha estat per Valtteri Bottas.

## Guanyadors del Gran Premi d'Austràlia
Les curses que no formen part del calendari de la Fórmula 1 estan ressaltades amb un fons de color.
| Temporada | Pilot                           | Equip                           | Circuit                         | Resultats                       |
| --------- | ------------------------------- | ------------------------------- | ------------------------------- | ------------------------------- |
| 2022      | A definir                       |                                 | Melbourne                       | Resultats                       |
| 2021      | El Gran Premi va ser cancel·lat | El Gran Premi va ser cancel·lat | El Gran Premi va ser cancel·lat | El Gran Premi va ser cancel·lat |
| 2020      | El Gran Premi va ser cancel·lat | El Gran Premi va ser cancel·lat | El Gran Premi va ser cancel·lat | El Gran Premi va ser cancel·lat |
| 2019      | Valtteri Bottas                 | Mercedes                        | Melbourne                       | Resultats                       |
| 2018      | Sebastian Vettel                | Ferrari                         | Melbourne                       | Resultats                       |
| 2017      | Lewis Hamilton                  | Mercedes                        | Melbourne                       | Resultats                       |
| 2016      | Nico Rosberg                    | Mercedes                        | Melbourne                       | Resultats                       |
| 2015      | Lewis Hamilton                  | Mercedes                        | Melbourne                       | Resultats                       |
| 2014      | Nico Rosberg                    | Mercedes                        | Melbourne                       | Resultats                       |
| 2013      | Kimi Räikkönen                  | Lotus-Renault                   | Melbourne                       | Resultats                       |
| 2012      | Jenson Button                   | McLaren - Mercedes              | Melbourne                       | Resultats                       |
| 2011      | Sebastian Vettel                | Red Bull - Renault              | Melbourne                       | Resultats                       |
| 2010      | Jenson Button                   | McLaren - Mercedes              | Melbourne                       | Resultats                       |
| 2009      | Jenson Button                   | Brawn GP                        | Melbourne                       | Resultats                       |
| 2008      | Lewis Hamilton                  | McLaren - Mercedes              | Melbourne                       | Resultats                       |
| 2007      | Kimi Räikkönen                  | Ferrari                         | Melbourne                       | Resultats                       |
| 2006      | Fernando Alonso                 | Renault                         | Melbourne                       | Resultats                       |
| 2005      | Giancarlo Fisichella            | Renault                         | Melbourne                       | Resultats                       |
| 2004      | Michael Schumacher              | Ferrari                         | Melbourne                       | Resultats                       |
| 2003      | David Coulthard                 | McLaren - Mercedes              | Melbourne                       | Resultats                       |
| 2002      | Michael Schumacher              | Ferrari                         | Melbourne                       | Resultats                       |
| 2001      | Michael Schumacher              | Ferrari                         | Melbourne                       | Resultats                       |
| 2000      | Michael Schumacher              | Ferrari                         | Melbourne                       | Resultats                       |
| 1999      | Eddie Irvine                    | Ferrari                         | Melbourne                       | Resultats                       |
| 1998      | Mika Häkkinen                   | McLaren - Mercedes              | Melbourne                       | Resultats                       |
| 1997      | David Coulthard                 | McLaren - Mercedes              | Melbourne                       | Resultats                       |
| 1996      | Damon Hill                      | Williams - Renault              | Melbourne                       | Resultats                       |
| 1995      | Damon Hill                      | Williams - Renault              | Adelaida                        | Resultats                       |
| 1994      | Nigel Mansell                   | Williams - Renault              | Adelaida                        | Resultats                       |
| 1993      | Ayrton Senna                    | McLaren - Ford                  | Adelaida                        | Resultats                       |
| 1992      | Gerhard Berger                  | McLaren - Honda                 | Adelaida                        | Resultats                       |
| 1991      | Ayrton Senna                    | McLaren - Honda                 | Adelaida                        | Resultats                       |
| 1990      | Nelson Piquet                   | Benetton - Ford                 | Adelaida                        | Resultats                       |
| 1989      | Thierry Boutsen                 | Williams - Renault              | Adelaida                        | Resultats                       |
| 1988      | Alain Prost                     | McLaren - Honda                 | Adelaida                        | Resultats                       |
| 1987      | Gerhard Berger                  | Ferrari                         | Adelaida                        | Resultats                       |
| 1986      | Alain Prost                     | McLaren - TAG                   | Adelaida                        | Resultats                       |
| 1985      | Keke Rosberg                    | Williams - Honda                | Adelaida                        | Resultats                       |
| 1984      | Roberto Moreno                  | Ralt - Cosworth                 | Calder                          | Resultats                       |
| 1983      | Roberto Moreno                  | Ralt - Cosworth                 | Calder                          | Resultats                       |
| 1982      | Alain Prost                     | Ralt - Cosworth                 | Calder                          | Resultats                       |
| 1981      | Roberto Moreno                  | Ralt - Cosworth                 | Calder                          | Resultats                       |
| 1980      | Alan Jones                      | Lola - Chevrolet                | Calder                          | Resultats                       |
| 1979      | Johnnie Walker                  | Lola - Chevrolet                | Wanneroo                        | Resultats                       |
| 1978      | Graham McRae                    | McRae - Chevrolet               | Sandown Park                    | Resultats                       |
| 1977      | Warwick Brown                   | Lola - Chevrolet                | Oran Park                       | Resultats                       |
| 1976      | John Goss                       | Matich - Repco                  | Sandown Park                    | Resultats                       |
| 1975      | Max Stewart                     | Lola - Chevrolet                | Surfers Paradise                | Resultats                       |
| 1974      | Max Stewart                     | Lola - Chevrolet                | Oran Park                       | Resultats                       |
| 1973      | Graham McRae                    | McRae - Chevrolet               | Sandown Park                    | Resultats                       |
| 1972      | Graham McRae                    | Leda - Chevrolet                | Sandown Park                    | Resultats                       |
| 1971      | Frank Matich                    | McLaren - Repco                 | Warwick Farm                    | Resultats                       |
| 1970      | Frank Matich                    | McLaren - Repco                 | Warwick Farm                    | Resultats                       |
| 1969      | Chris Amon                      | Ferrari                         | Lakeside                        | Resultats                       |
| 1968      | Jim Clark                       | Lotus - Cosworth                | Sandown Park                    | Resultats                       |
| 1967      | Jackie Stewart                  | British Racing Motors           | Warwick Farm                    | Resultats                       |
| 1966      | Graham Hill                     | British Racing Motors           | Lakeside                        | Resultats                       |
| 1965      | Bruce McLaren                   | Cooper - Coventry Climax        | Longford                        | Resultats                       |
| 1964      | Jack Brabham                    | Brabham - Coventry Climax       | Sandown Park                    | Resultats                       |
| 1963      | Jack Brabham                    | Brabham - Coventry Climax       | Warwick Farm                    | Resultats                       |
| 1962      | Bruce McLaren                   | Cooper - Coventry Climax        | Caversham                       | Resultats                       |
| 1961      | L. Davison                      | Cooper - Coventry Climax        | Mallala                         | Resultats                       |
| 1960      | A. Mildren                      | Cooper - Maserati               | Lowood                          | Resultats                       |
| 1959      | S. Jones                        | Maserati                        | Longford                        | Resultats                       |
| 1958      | L. Davison                      | Ferrari                         | Bathurst                        | Resultats                       |
| 1957      | L. Davison / B. Patterson       | Ferrari                         | Caversham                       | Resultats                       |
| 1956      | Stirling Moss                   | Maserati                        | Albert Park                     | Resultats                       |
| 1955      | Jack Brabham                    | Cooper                          | Port Wakefield                  | Resultats                       |
| 1954      | L. Davison                      | HWM                             | Southport (Queensland)          | Resultats                       |
| 1953      | D. Whiteford                    | Talbot                          | Albert Park                     | Resultats                       |
| 1952      | D. Whiteford                    | Talbot                          | Bathurst                        | Resultats                       |
| 1951      | W. Pratley                      | George Reed                     | Narrogin                        | Resultats                       |
| 1950      | D. Whiteford                    | Ford                            | Nurioopta                       | Resultats                       |
| 1949      | J. Crouch                       | Delahaye                        | Leyburn                         | Resultats                       |
| 1948      | F. Pratt                        | BMW                             | Point Cook                      | Resultats                       |
| 1947      | B. Murray                       | MG                              | Bathurst                        | Resultats                       |
| 1939      | A. G. Tomlinson                 | MG                              | Lobethal                        | Resultats                       |
| 1938      | P. Whitehead                    | ERA                             | Bathurst                        | Resultats                       |
| 1937      | L. Murphy                       | MG                              | Victor Harbor                   | Resultats                       |
| 1935      | L. Murphy                       | MG                              | Phillip Island                  | Resultats                       |
| 1934      | B. Lea-Wright                   | Singer Le Mans                  | Phillip Island                  | Resultats                       |
| 1933      | B. Thompson                     | Riley Brooklands                | Phillip Island                  | Resultats                       |
| 1932      | B. Thompson                     | Bugatti                         | Phillip Island                  | Resultats                       |
| 1931      | C. Junker                       | Bugatti                         | Phillip Island                  | Resultats                       |
| 1930      | B. Thompson                     | Bugatti                         | Phillip Island                  | Resultats                       |
| 1929      | A. Terdich                      | Bugatti                         | Phillip Island                  | Resultats                       |
| 1928      | A. Waite                        | Austin                          | Phillip Island                  | Resultats                       |

## Altres
- Volta ràpida: Kimi Räikkönen 1'26.045[1]